# Пилильщик большой берёзовый
Большо́й берёзовый пили́льщик, или берёзовый листогрыз (лат. Cimbex femoratus) — вид перепончатокрылых из семейства булавоусых пилильщиков.
Длина тела 20—28 мм. Голова за глазами сильно расширена, мандибулы большие и сильные. Усики булавовидные, чёрные у основания, на концах жёлтые. Последние сегменты конечностей желтовато-оранжевые. Крылья по внешнему краю резко отграничены тёмной каймой.
Личинка длиной около 45 мм, имеет зелёную окраску. Очень похожа на гусеницу бабочек (ложногусеница). На спине имеется тёмная, тонкая продольная полоса, слегка окантованная жёлтым. Питается исключительно листьями берёзы.
Вид распространён в Евразии. Лёт в мае—июне. Часто держатся в верхней части кроны.
Самка откладывает до 200 яиц на внутреннюю часть листьев, предварительно свернув их. Вылупившиеся личинки активны преимущественно ночью. За три недели масса личинки многократно увеличивается с 4 мг до 1400 мг. Хотя отдельные особи поедают очень много листьев, они не наносят значительный вред, так как их присутствие обычно редко. В случае опасности они могут «выстрелить» в хищника гемолимфу на расстояние до 20 см. Окукливание происходит в грунте. Там гусеницы плетут плотный кокон, в котором они зимуют. В конце апреля или в мае из кокона выходит взрослое насекомое.